# 青潭
青潭，是臺灣新北市新店區的一個地名，位於該區東南部，範圍大致包括長春里東南半部、國校里東部、青潭里不含西南部邊界地帶、美潭里、員潭里、雙坑里、屈尺里最東端靠近翡翠水庫一帶地區。
青潭地區南部邊界地帶為翡翠水庫淹沒區。

## 歷史
台灣清治末期，青潭地區為一街庄，稱為「青潭庄」，隸屬於文山堡。該庄西北與大坪林庄為鄰，北與內湖庄為鄰，東與小格頭庄為鄰，南邊隔北勢溪與蕃地為界，西南邊為直潭庄。
1901年（日治明治三十四年）11月，該庄隸屬於深坑廳，編入第四區。1903年（明治三十六年）4月，第四區拆出青潭庄的蕃薯寮土名，其餘改稱「新店區」；第五區的全部街庄、第十區的烏塗窟庄、青潭庄的蕃薯寮土名合併為「小格頭區」。1920年（大正九年），該庄改制並改名為「青潭」大字，隸屬於臺北州文山郡新店街，大字下有「稻子園坑」、「青潭」、「濕水子」、「十二分」、「楣子寮」、「大崎腳」、「油車坑」、「德高嶺」、「員潭子坑」、「土崎頭」、「雙坑」、「湖閃坑」、「四十分」、「六分」、「十分」、「十六分」、「磜子頭」、「蕃薯寮」小字名。
戰後新店街改制為新店鎮，隸屬於臺北縣，大字亦改制為里。2010年（民國99年）12月，臺北縣升格為新北市，新店市改制為新店區。

## 交通
省道台9線屬於「北宜公路」的一部分，經過本地區中北部，由此往東可前往坪林、礁溪、宜蘭、羅東等地，往西轉北可前往新店市區、台北等地。
本地區無捷運經過，公車多由新店客運營運。